# Тургайбаза
Тургайбаза (каз. Торғайбаза) — село в Енбекшиказахском районе Алматинской области Казахстана. Входит в состав Шелекского сельского округа. Код КАТО — 194083300.

## Население
В 1999 году население села составляло 164 человека (76 мужчин и 88 женщин). По данным переписи 2009 года, в селе проживало 189 человек (87 мужчин и 102 женщины).